# Spassky (huyện của Ryazan)
Huyện Spassky (tiếng Nga: ? райо́н) là một huyện hành chính tự quản (raion), của Tỉnh Ryazan, Nga. Huyện có diện tích 2742 kilômét vuông, dân số thời điểm ngày 1 tháng 1 năm 2000 là 35300 người. Trung tâm của huyện đóng ở Spassk-Ryazansky.